# Белмонт (Северна Каролина)
Белмонт (енгл. Belmont) град је у америчкој савезној држави Северна Каролина.

## Демографија
По попису из 2010. године број становника је 10.076, што је 1.371 (15,7%) становника више него 2000. године.
| Група             | 2000.         | 2010.         |
| Белци             | 7.245 (83,2%) | 8.242 (81,8%) |
| Афроамериканци    | 877 (10,1%)   | 894 (8,9%)    |
| Азијати           | 259 (3,0%)    | 410 (4,1%)    |
| Хиспаноамериканци | 217 (2,5%)    | 355 (3,5%)    |
| Укупно            | 8.705         | 10.076        |